# دکمه

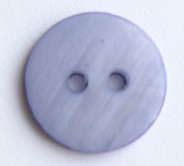
یک دکمهٔ تخت و کوچک

دُکمه یا تُکمه یا دُگمه از اجزای پوشاک و سایر ملزومات دوختنی و بافتنی‌ست که برای بستنِ بخشِ بازِ پوشاک و مانند آن به‌کار می‌رود. دکمه واژه‌ای فارسی است.
دکمه گویچهٔ کلاه و گریبان و پیراهن و امثال آن است که در مادگی داخل می‌شود و قطعه‌ای از پوشاک را به قطعهٔ دیگر می‌پیوندد.
در قدیم تکمه‌هایی از طلا یا برنج برای پیوند پرده‌های خیمهٔ جماعت به‌کار می‌رفت.
دکمه‌های سرآستین از متنوع‌ترین نوع دکمه‌های پوشاک هستند. دکمه‌های سرآستین در آغاز ویژهٔ طبقهٔ اشراف و ثروتمندان بود.
یکی از مدل‌های اصلی دکمه سرآستین، یک دایرهٔ خیلی کوچک است که به وسیلهٔ یک میلهٔ فلزی به دایرهٔ تزئینیِ بزرگتری متصل می‌شود. قسمت پشت بعضی از دکمه‌های سرآستین به شکل لولایی و متحرک است. این مدل از سایر انواع دکمه سرآستین مرسوم‌تر است.

## جای دکمهٔ زنانه و مردانه
از آن‌جا که بیشتر افراد با دست راست کار می‌کنند، برای آسانیِ کار، دکمه‌های لباس را سمت راست می‌دوزند؛ البته این موضوع در مورد لباس‌های مردانه کاملاً صادق است، ولی در مورد پوشاک زنانه نیست.
باآن‌که بیشترِ بانوان نیز مانند آقایان راست‌دست هستند، تکمهٔ لباس‌های زنانه سمت چپ دوخته می‌شود.
علت آن این است که زنان اشرافیِ قدیم، خود لباس خود را شخصاً به تن نمی‌کردند، بلکه خدمتکاری داشتند که این کار را برایشان انجام می‌داد.
چون خدمتکار برای بستن یا گشودن دکمهٔ لباسِ بانوی خود، می‌بایستی مقابل او قرار می‌گرفت، دوزندگانِ لباس زنانه معمولاً دکمهٔ لباس را در سمتی قرار می‌دادند که خدمتکار بتواند به‌راحتی با دست راست خود آن‌ها را باز کند یا ببندد. ازاین‌رو، دکمهٔ لباس زنان را سمت چپ می‌دوختند.
هرچند امروزه استفاده از دکمه عمومیت یافته و دیگر خدمتکاران در پوشیدن لباس کمک نمی‌کنند، هنوز هم این اصل به قوّت خود باقی مانده و دکمه‌های لباس‌های زنانه  در سمت چپ دوخته می‌شود.